# Pradosia
Genre
Classification phylogénétique
Pradosia est un genre de plantes à fleurs de la famille des Sapotaceae originaire d'Amérique du Sud, comptant une trentaine d'espèces.

## Synonymes
- Glycoxylon,
- Neopometia

## Quelques espèces
- Pradosia argentea
- Pradosia atroviolacea
- Pradosia beardii
- Pradosia brevipes
- Pradosia caracasana
- Pradosia cochlearia
- Pradosia cuatrecasasii
- Pradosia decipiens
- Pradosia glaziovii
- Pradosia granulosa
- Pradosia grisebachii
- Pradosia kuhlmannii
- Pradosia montana
- Pradosia mutisii
- Pradosia subverticillata
- Pradosia verrucosa
- Pradosia verticillata

## Description
Ce sont des arbres et des arbustes.

## Répartition
Amérique du Sud